# ニュージーランド・フットボールチャンピオンシップ
ニュージーランド・フットボールチャンピオンシップ（New Zealand Football Championship (マオリ語: Te Whakataetae Whutupaoro a Aotearoa)）は、ニュージーランドにおける最上位のサッカーリーグだった。略称はNZFC。

## 歴史
前身のニュージーランド・ナショナル・サッカーリーグ（1970年に発足し2004年まで開催）を引き継ぐ形で、2004年に発足した。2010-11シーズンから2015-16シーズンまでは、ニュージーランド国内最大の銀行であるASB銀行が冠スポンサーを務め、ASBプレミアシップ（ASB Premiership）と呼称されていたが、2016-17シーズンより冠スポンサーの変更に伴い、スターリングスポーツ・プレミアシップ（Stirling Sports Premiership）と改称された。2017-18シーズンからは新たに国際スポーツ振興協会が冠スポンサーとなり、それに伴いリーグの名称もISPSハンダ・プレミアシップへと変更された。
2015年12月、新たにイースタン・サバーブスAFC、ハミルトン・ワンダラーズAFC、タスマン・ユナイテッドの3チームが2016-17シーズンよりリーグに参入することが発表された。リーグには全8チームが参加し、2回戦総当たりのレギュラーシーズン終了後、上位4チームがプレーオフを行って年間チャンピオンを決定した。レギュラーシーズンの1位とプレーオフ優勝チームにはOFCチャンピオンズリーグの出場権が与えられた。なお、同チームが制覇した場合はレギュラーシーズン2位チームに資格が与えられた。
2021年シーズンからは、ニュージーランド・ナショナルリーグに替わった。

## 所属クラブ
2020-21シーズン
| クラブ名                               | ホームタウン       |
| -------------------------------------- | ------------------ |
| オークランド・シティ                   | オークランド       |
| カンタベリー・ユナイテッド             | クライストチャーチ |
| イースタン・サバーブス                 | オークランド       |
| ハミルトン・ワンダラーズ               | ハミルトン         |
| ホークスベイ・ユナイテッド             | ネーピア           |
| チーム・ウェリントン                   | ウェリントン       |
| ワイタケレ・ユナイテッド               | ワイタケレ         |
| ウェリントン・フェニックス・リザーブズ | ウェリントン       |

### 脱退したクラブ
| クラブ名                 | ホームタウン       | 加盟 | 脱退 |
| ------------------------ | ------------------ | ---- | ---- |
| ヤングハート・マナワツ   | パーマストンノース | 2004 | 2013 |
| ワンダラーズSC           | オークランド       | 2013 | 2015 |
| ワイボップ・ユナイテッド | ハミルトン         | 2004 | 2016 |
| サザン・ユナイテッド     | ダニーデン         | 2004 | 2020 |
| タスマン・ユナイテッド   | ネルソン           | 2016 | 2020 |

## 歴代優勝クラブ
| シーズン | レギュラーシーズン1位    | レギュラーシーズン2位      | プレーオフ優勝            | プレーオフ準優勝           |
| -------- | ------------------------ | -------------------------- | ------------------------- | -------------------------- |
| 2004-05  | オークランド・シティFC   | ワイタケレ・ユナイテッド   | オークランド・シティFC    | ワイタケレ・ユナイテッド   |
| 2005-06  | オークランド・シティFC   | ヤングハート・マナワツ     | オークランド・シティFC    | カンタベリー・ユナイテッド |
| 2006-07  | ワイタケレ・ユナイテッド | ヤングハート・マナワツ     | オークランド・シティFC    | ワイタケレ・ユナイテッド   |
| 2007-08  | ワイタケレ・ユナイテッド | オークランド・シティFC     | ワイタケレ・ユナイテッド  | チーム・ウェリントン       |
| 2008-09  | ワイタケレ・ユナイテッド | オークランド・シティFC     | オークランド・シティFC    | ワイタケレ・ユナイテッド   |
| 2009-10  | オークランド・シティFC   | ワイタケレ・ユナイテッド   | ワイタケレ・ユナイテッド  | カンタベリー・ユナイテッド |
| 2010-11  | ワイタケレ・ユナイテッド | オークランド・シティFC     | ワイタケレ・ユナイテッド  | オークランド・シティFC     |
| 2011-12  | オークランド・シティFC   | カンタベリー・ユナイテッド | ワイタケレ・ユナイテッド  | チーム・ウェリントン       |
| 2012-13  | ワイタケレ・ユナイテッド | オークランド・シティFC     | ワイタケレ・ユナイテッド  | オークランド・シティFC     |
| 2013-14  | オークランド・シティFC   | チーム・ウェリントン       | オークランド・シティFC    | チーム・ウェリントン       |
| 2014-15  | オークランド・シティFC   | チーム・ウェリントン       | オークランド・シティFC    | ホークスベイ・ユナイテッド |
| 2015-16  | オークランド・シティFC   | ホークスベイ・ユナイテッド | チーム・ウェリントン      | オークランド・シティFC     |
| 2016-17  | オークランド・シティFC   | チーム・ウェリントン       | チーム・ウェリントン      | オークランド・シティFC     |
| 2017-18  | オークランド・シティFC   | チーム・ウェリントン       | オークランド・シティFC    | チーム・ウェリントン       |
| 2018-19  | オークランド・シティFC   | イースタン・サバーブスAFC  | イースタン・サバーブスAFC | チーム・ウェリントン       |
| 2019-20  | オークランド・シティFC   | チーム・ウェリントン       | オークランド・シティFC    | チーム・ウェリントン       |
| 2020-21  | オークランド・シティFC   | チーム・ウェリントン       | チーム・ウェリントン      | オークランド・シティFC     |

## 備考
ウェリントン・フェニックスFCは、オーストラリアのAリーグにニュージーランドから唯一参加している。2014-15シーズンからは、主に下部組織の選手で構成されるリザーブチームを設立し、ニュージーランド・フットボールチャンピオンシップにも参加している。